# Дом Советов (Тюмень)
Дом Советов — административное здание в Тюмени, расположенное на Центральной площади. Памятник архитектуры регионального значения. Ныне в нём размещается Тюменская областная дума.

## История
Дом Советов был построен в 1964 году для Тюменского областного исполнительного комитета. Подрядчиком строительства было строительно-монтажное управление УВД Тюменского облисполкома. Перед началом строительства были снесены торговые здания бывшей Базарной площади. Здание было полностью сдано в эксплуатацию в 1964 году.
Тюменский облисполком занимал здание до начала 1990-х годов, после его упразднения в здании по настоящее время находится Тюменская областная дума.

## Архитектура
Дом Советов в Тюмени в архитектурном плане является примером переходного периода от сталинского монументализма к хрущёвскому функционализму. Здание является важнейшим элементом ансамбля Центральной площади и обрамляет площадь с южной стороны.
В центре фасада, выходящего на площадь, расположен ризалит, отмечающий главный вход в здание, оформленный порталами. На фасаде окна чередуются с пилястрами, украшенными сверху лепными изображениями. Под карнизом находится антаблемент, в центре которого есть надпись «ДОМ СОВЕТОВ». Также центр здания венчает парапет с гербом СССР.